# La Salette-Fallavaux
La Salette-Fallavaux település Franciaországban, Isère megyében. Lakosainak száma 82 fő (2022. január 1.). La Salette-Fallavaux Aspres-lès-Corps, Corps, Les Côtes-de-Corps, Entraigues, Saint-Michel-en-Beaumont és Valjouffrey községekkel határos.

## Népesség
A település népességének változása:
| Lakosok száma | 107  | 88   | 86   | 70   | 75   | 68   | 65   | 68   | 73   | 82   |
|               | 1968 | 1982 | 1990 | 2006 | 2013 | 2015 | 2017 | 2019 | 2020 | 2022 |